# Junciana
Junciana ist ein zentralspanischer Ort und eine Gemeinde (municipio) mit 40 Einwohnern (Stand: 2024) in der Provinz Ávila in der Autonomen Region Kastilien-León.

## Lage und Klima
Die Gemeinde Junciana liegt auf der Nordseite der Sierra de Gredos im Westen der Provinz Ávila in einer durchschnittlichen Höhe von ca. 995 m. Die Entfernung nach Ávila beträgt knapp 80 km (Fahrtstrecke) in ostnordöstlicher Richtung. Das Klima ist gemäßigt bis warm; der Regen (817 mm/Jahr) fällt mit Ausnahme der trockenen Sommermonate übers Jahr verteilt.

## Bevölkerungsentwicklung
| Jahr      | 1970 | 1981 | 1991 | 2001 | 2011 | 2021 |
| Einwohner | 286  | 139  | 109  | 96   | 68   | 40   |

## Sehenswürdigkeiten

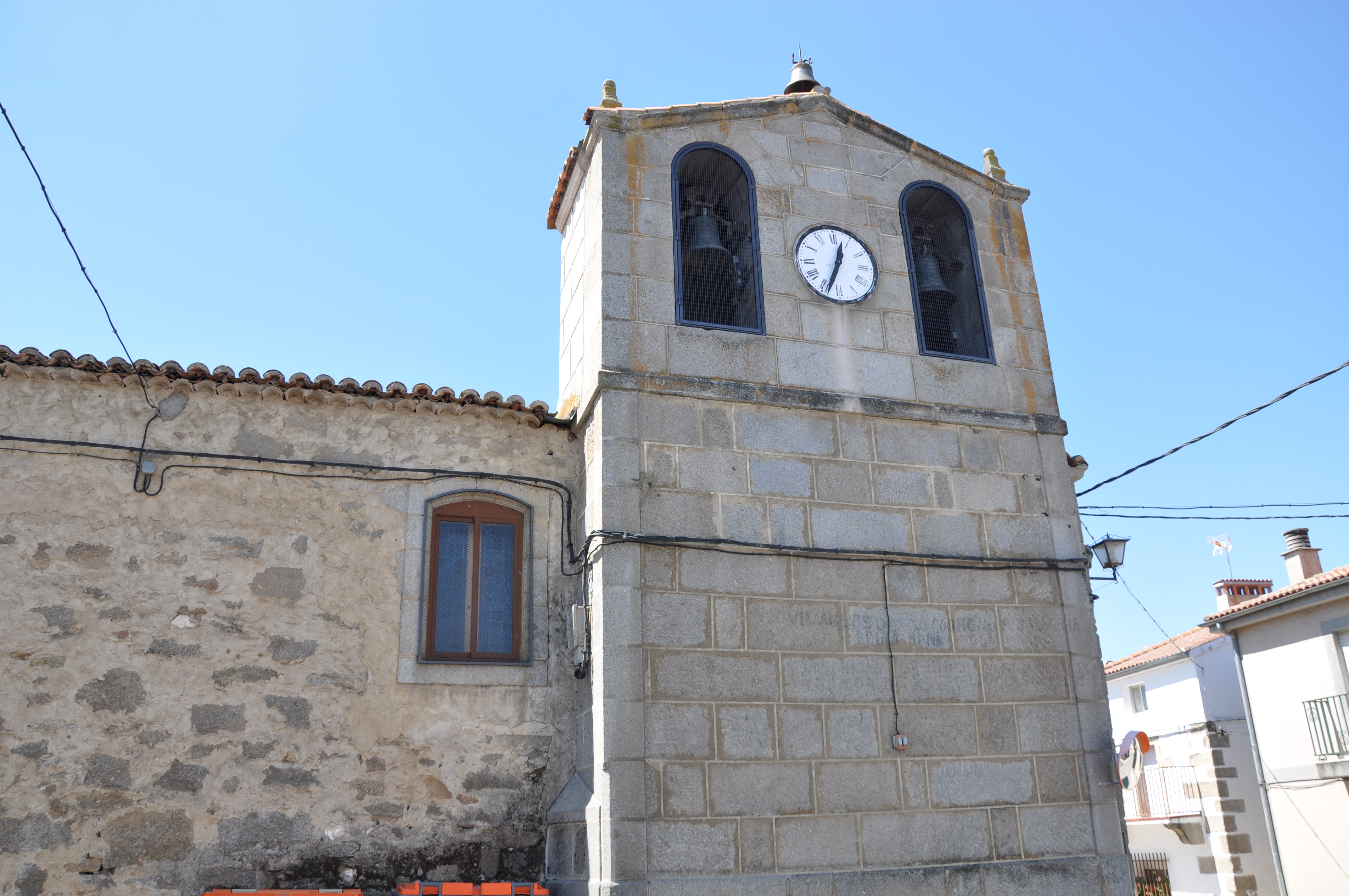
Kirche Mariä Himmelfahrt

- Kirche Mariä Himmelfahrt